# Silvi Vrait

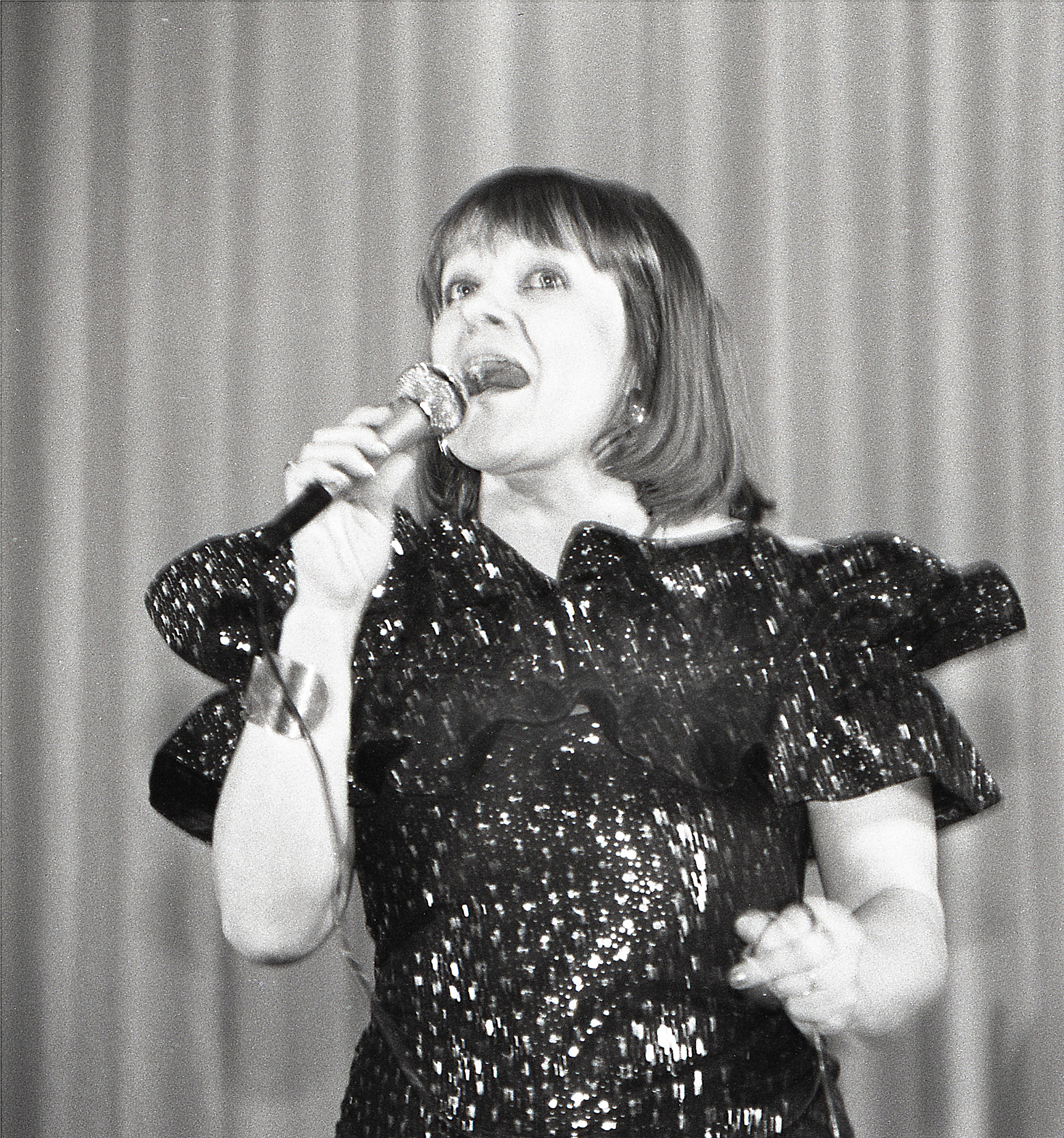
Silvi Vrait (1989)

Silvi Vrait (* 28. April 1951 in Kehra, Kreis Harju; † 28. Juni 2013 in Tallinn) war eine estnische Pop- und Jazz-Sängerin, die unter anderem 1994 am Eurovision Song Contest teilnahm.

## Leben
Silvi Vrait besuchte bis 1968 die Kindermusikschule in Kehra im Fach Klavier. 1969 schloss sie das Gymnasium in Kehra ab. Bis 1974 studierte sie Anglistik und Pädagogik an der Universität Tartu. Von 1976 bis 1983 war sie im Theater und Opernhaus Vanemuine in Tartu beschäftigt. Sie war Lehrerin am französischen Lyzeum sowie an der renommierten Georg-Ots-Musikschule in Tallinn.
Die Sängerkarriere von Silvi Vrait begann 1972 mit der Nachwuchssendung Kaks takti ette im estnischen Fernsehen sowie im Programm Käokava. Sie war danach Solistin und Sängerin in vielen Ensembles der Estnischen Sozialistischen Sowjetrepublik und des freien Estlands, unter anderem bei Suuk (1973–1975) und Fix (1975–1984, 1995–2003). 1994 nahm Vrait als erste Estin an einem Eurovision-Song-Contest-Finale teil. Mit dem Lied Nagu merelaine (deutsch „Wie eine Meereswelle“) erreichte sie zwei Punkte und knapp vor Litauen den vorletzten Platz.
Vrait starb am 28. Juni 2013 in einem Krankenhaus in Tallinn im Alter von 62 Jahren an den Folgen eines Gehirntumors. Sie hinterlässt ihren Sohn Silver Vrait.